# Port de Larrau
Der Port de Larrau (baskisch: Larraineko mendatea bzw. Uthurzéhétako-Lépoua im lokalen baskischen Dialekt Zuberoa, spanisch: Puerto de Larrau) ist ein 1573 Meter hoher Bergpass in den Zentral-Pyrenäen. Er bildet den Übergang zwischen der ehemaligen Provinz Soule im französischen Baskenland und dem spanischen Valle de Salazar. Damit verbindet er das Département Pyrénées-Atlantiques mit der Region Navarra. Die Passhöhe wird vom 2017 m hohen Pic d’Orhy (baskisch: Orhi) dominiert.

## Streckenführung
Von Norden kommend führt die Straße zunächst durch das Tal des Gave de Larrau, um dann über eine erste steile Rampe den 630 m hoch gelegenen Ort Larrau zu erreichen. Am Ortsausgang beginnt nach dem Abzweig der nach Westen zum Col Bagargui führenden D 19 die eigentliche Passstraße. Auf einer Länge von 7,3 km überwindet sie die gut 700 Höhenmeter bis zum vorgelagerten, 1362 m hohen Col d’Erroymendi. Anschließend folgt sie ohne große Höhendifferenz dem östlichen Abhang des Pic d’Orhy bis zu einer Höhe von 1424 m. Die letzten 1,5 km bis zur Passhöhe sind nochmals steil und enthalten drei Kehren. Die spanische Seite ist deutlich flacher, bis zum 758 m hoch gelegenen Talort Ochagavía sind es 19 km. Der obere Teil ist 10,5 km lang mit einer Höhendifferenz von 665 Metern.

## Col d’Erroymendi
Der Col d’Erroymendi stellt einen eigenständigen Übergang dar, denn in südöstlicher Richtung führt eine Straße über den Pass Chakhiko Lépoua abwärts in das Tal des Baches Zitziratzéko Erréka, der dort einen kleinen Stausee bildet. Der Kamm des Erroymendi ist gesäumt von einer Kette von Unterständen (→ Palombières), die im Oktober der Jagd auf durchziehende Ringeltauben dienen.

## Radsport

### Tour de France
Der Port de Larrau stand bisher zweimal auf dem Programm der Tour de France und ist aufgrund seiner Steilheit ein Anstieg der Hors Catégorie. Auf der nach Pamplona führenden 17. Etappe der Tour de France 1996 gewann der Franzose Richard Virenque die Wertung und konsolidierte damit seine Führung im Bergklassement. Dem damit verbundenen Versuch der Mannschaft Festina, das vom Team Telekom angeführte Gesamtklassement umzustürzen, fiel der Spanier Miguel Indurain zum Opfer. Ausgerechnet in seiner Heimat musste der fünffache Tour-de-France-Sieger die Konkurrenz davonziehen lassen und verlor weitere acht Minuten auf die Spitzenreiter.
Auf der 16. Etappe der Tour de France 2007 erreichte der Spanier José Vicente García Acosta in einer Ausreißergruppe als erster den Gipfel, kurz vor der vom Kolumbianer Juan Mauricio Soler angeführten Verfolgergruppe. Die Etappe führte erneut über die Nordauffahrt des Port de Larrau, der als erster Anstieg des Tages befahren wurde. Die Etappe endete mit einer Bergankunft auf dem Col d’Aubisque, die der Gesamtführende Michael Rasmussen für sich entschied.
| Jahr | Etappe     | Bergwertung  | Fahrer                     | Auffahrt |
| ---- | ---------- | ------------ | -------------------------- | -------- |
| 1996 | 17. Etappe | HC-Kategorie | Richard Virenque           | Nord     |
| 2007 | 16. Etappe | HC-Kategorie | José Vicente García Acosta | Nord     |

### Vuelta a España
Im Jahr 2023 führte die Vuelta a España im Rahmen der 14. Etappe erstmals über den Port de Larrau. Der Pass wurde von der Nordseite befahren und etwa zur Hälfte der Etappe passiert, ehe diese auf Halber Höhe des Col de la Pierre Saint-Martin bei Larra-Belagua endete. Auf der Passhöhe des Port de Larrau wurde neben einer Bergwertung der höchsten Kategorie (Categoría especial) ein Bonussprint ausgefahren, der Zeitbonifikationen für das Gesamtklassement brachte. Remco Evenepoel gewann die Bergwertung auf dem Port de Larrau und wenig später die Etappe.
| Jahr | Etappe     | Bergwertung   | Fahrer          | Auffahrt |
| ---- | ---------- | ------------- | --------------- | -------- |
| 2023 | 14. Etappe | ESP Kategorie | Remco Evenepoel | Nord     |

## Galerie

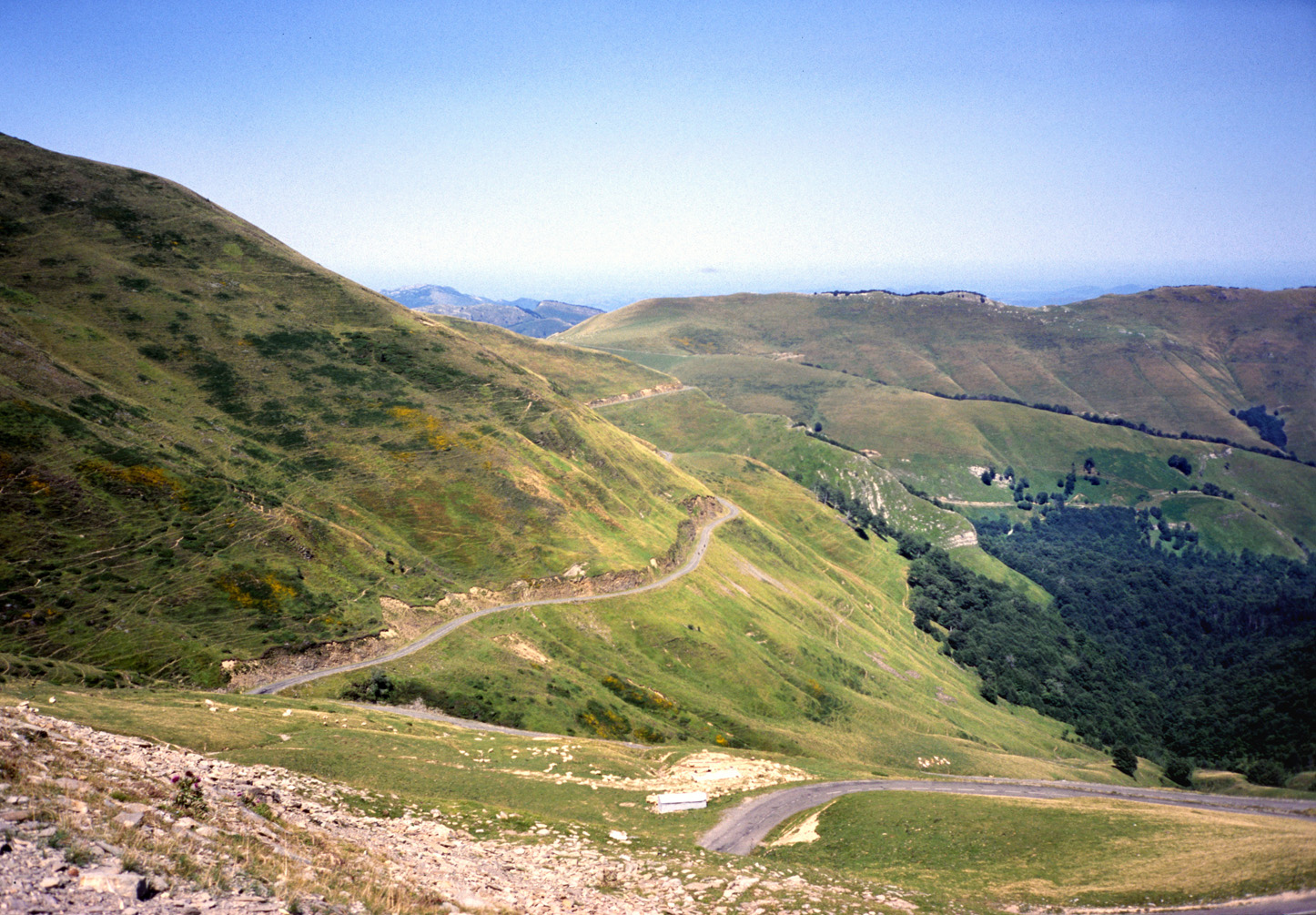
Blick über den oberen Teil der Passstraße zum Col d’Erroymendi
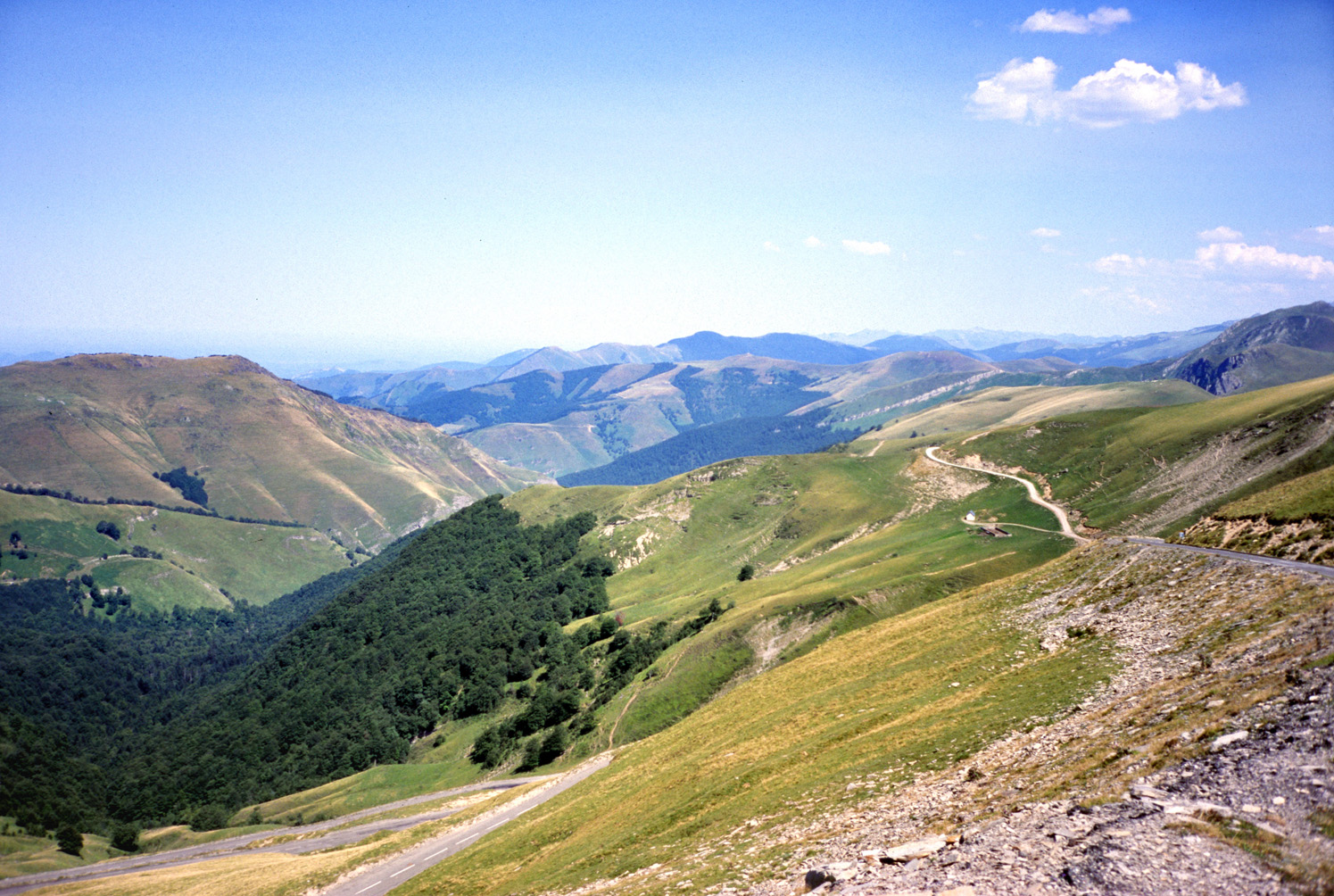
Blick von der Passhöhe nach Nordosten
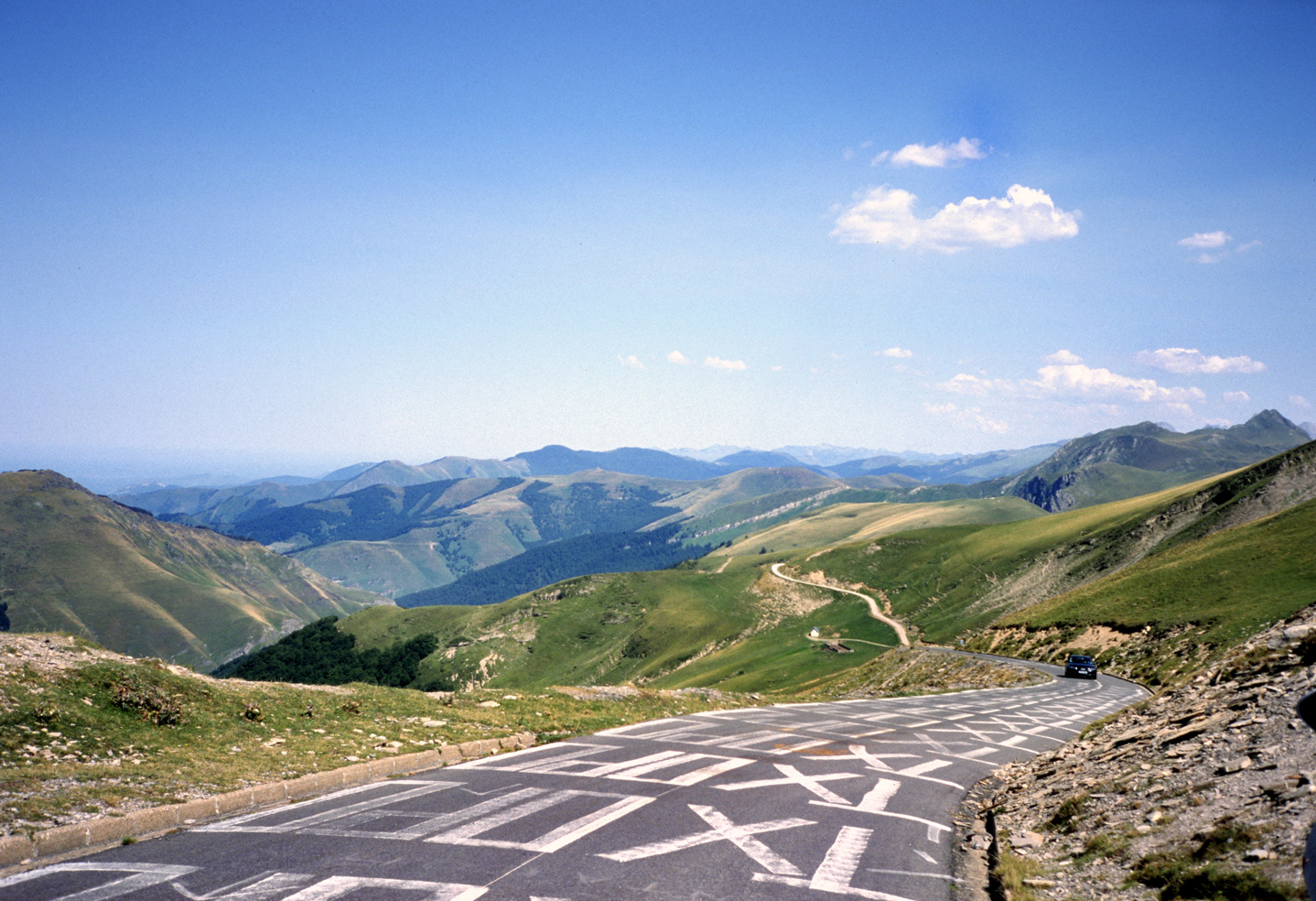
Letzte Meter vor der Passhöhe
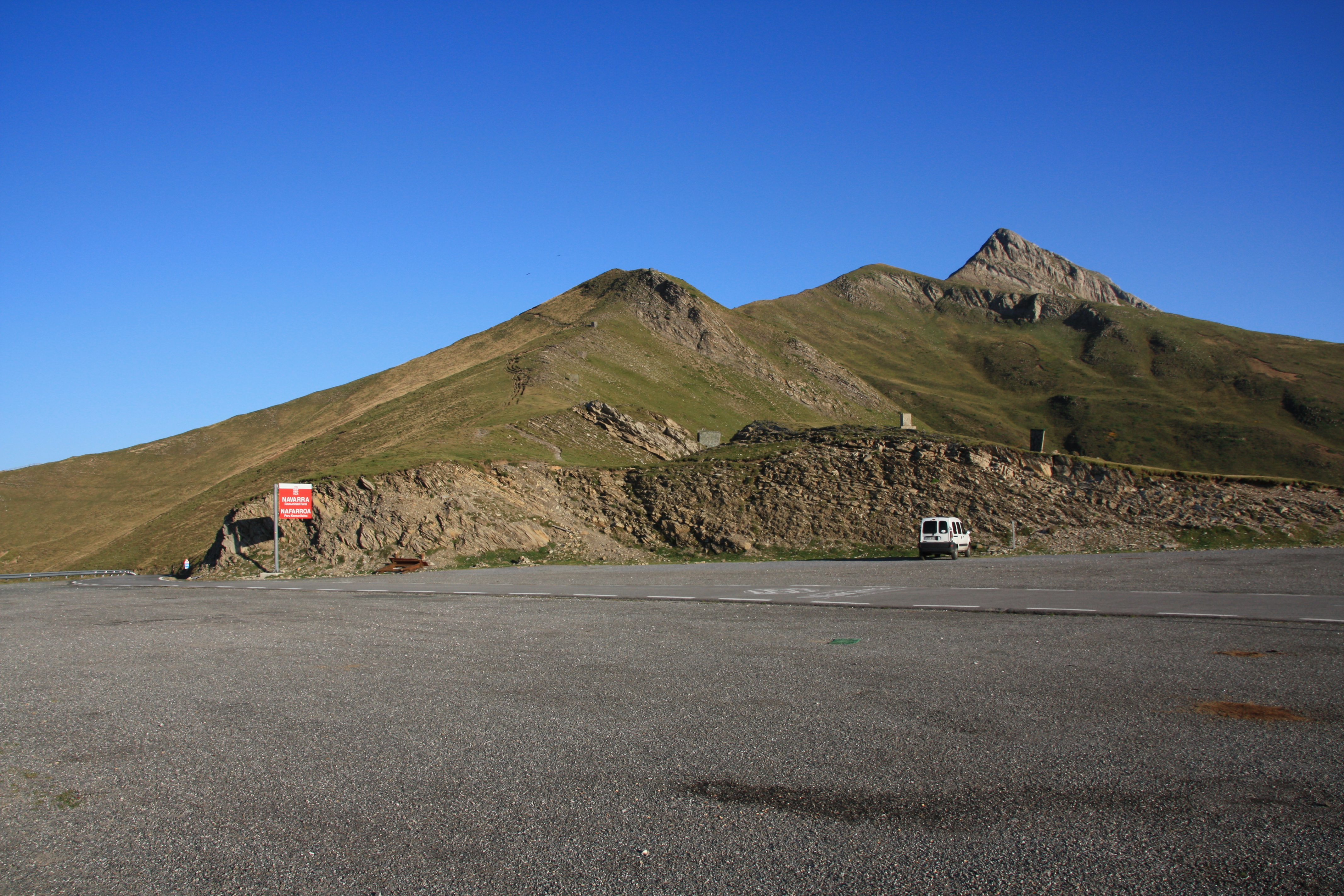
Die Passhöhe mit dem Grenzstein; im Hintergrund der Pic d’Orhy
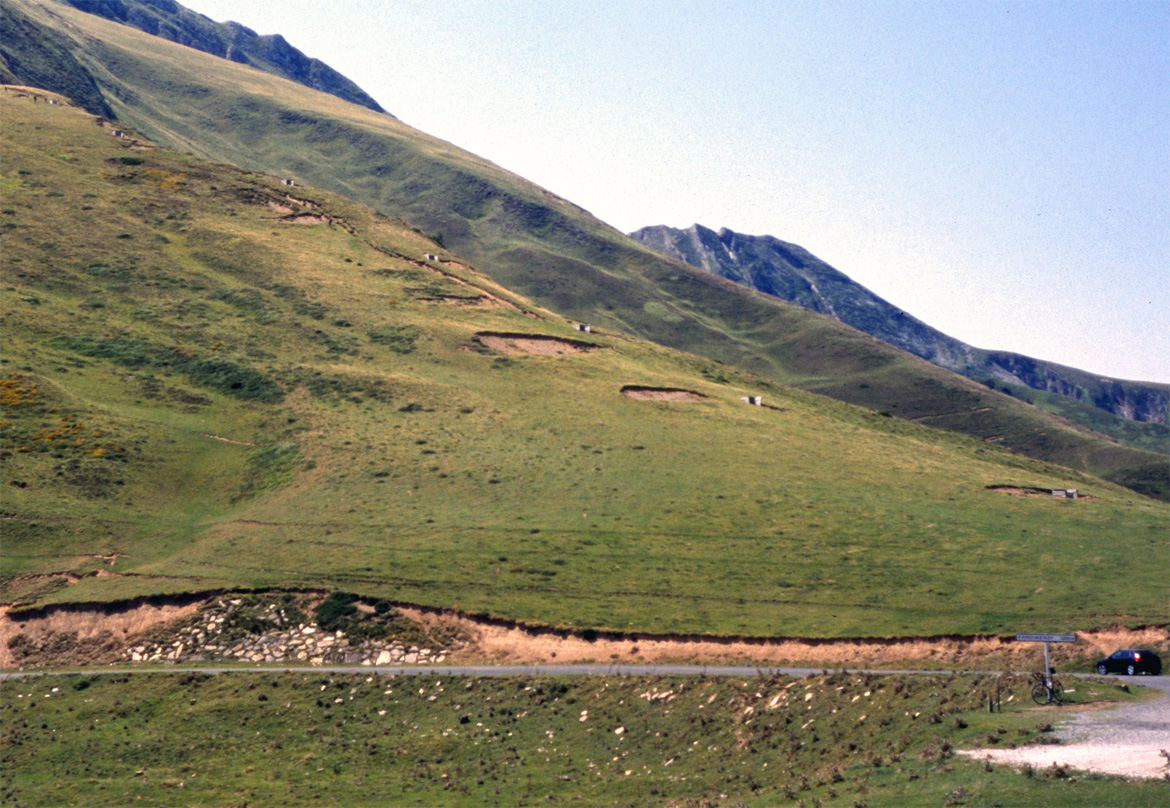
Col d’Erroymendi mit Palombières entlang der Kammlinie
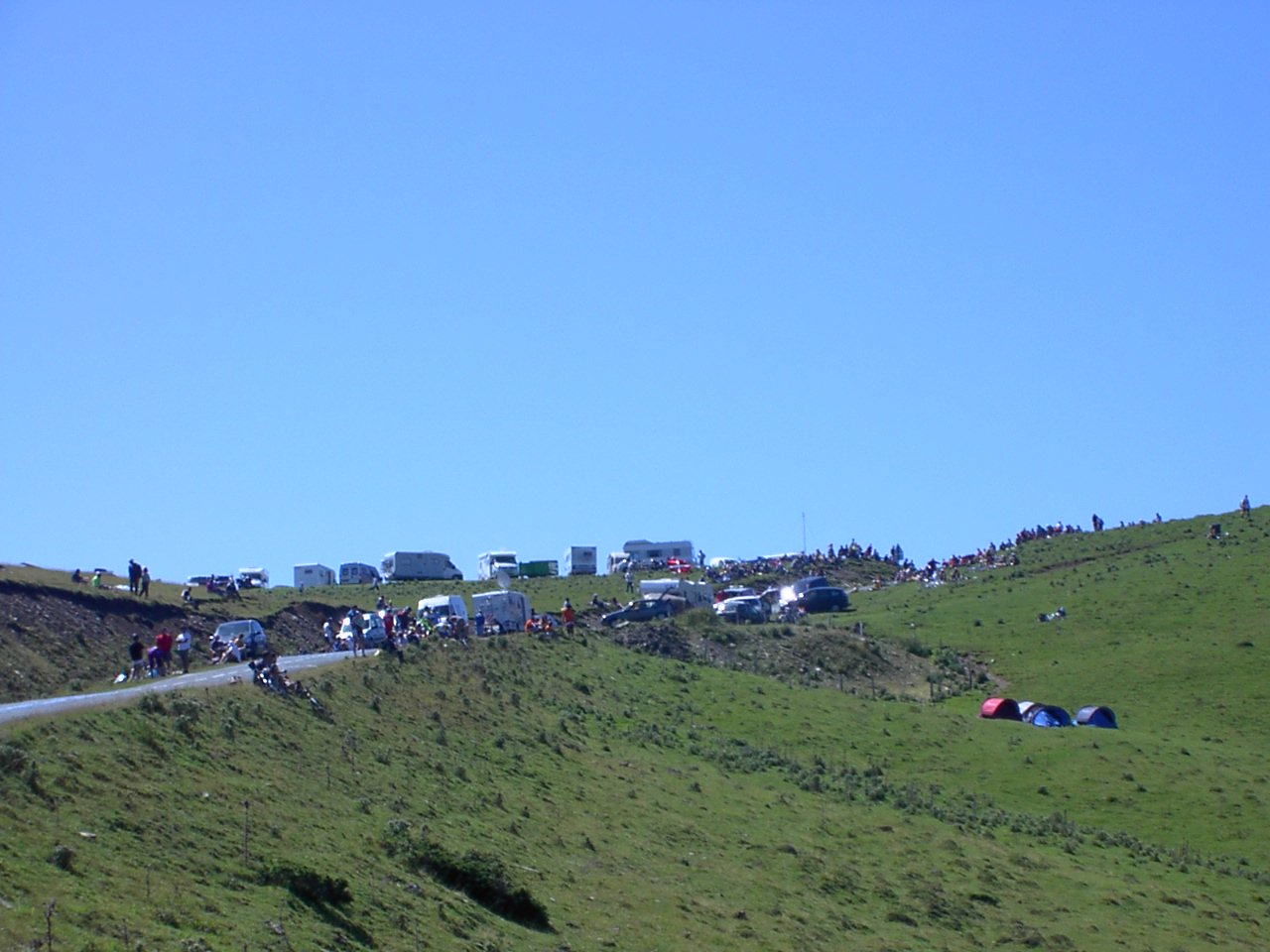
Col d’Erroymendi bei der Tour de France 2007
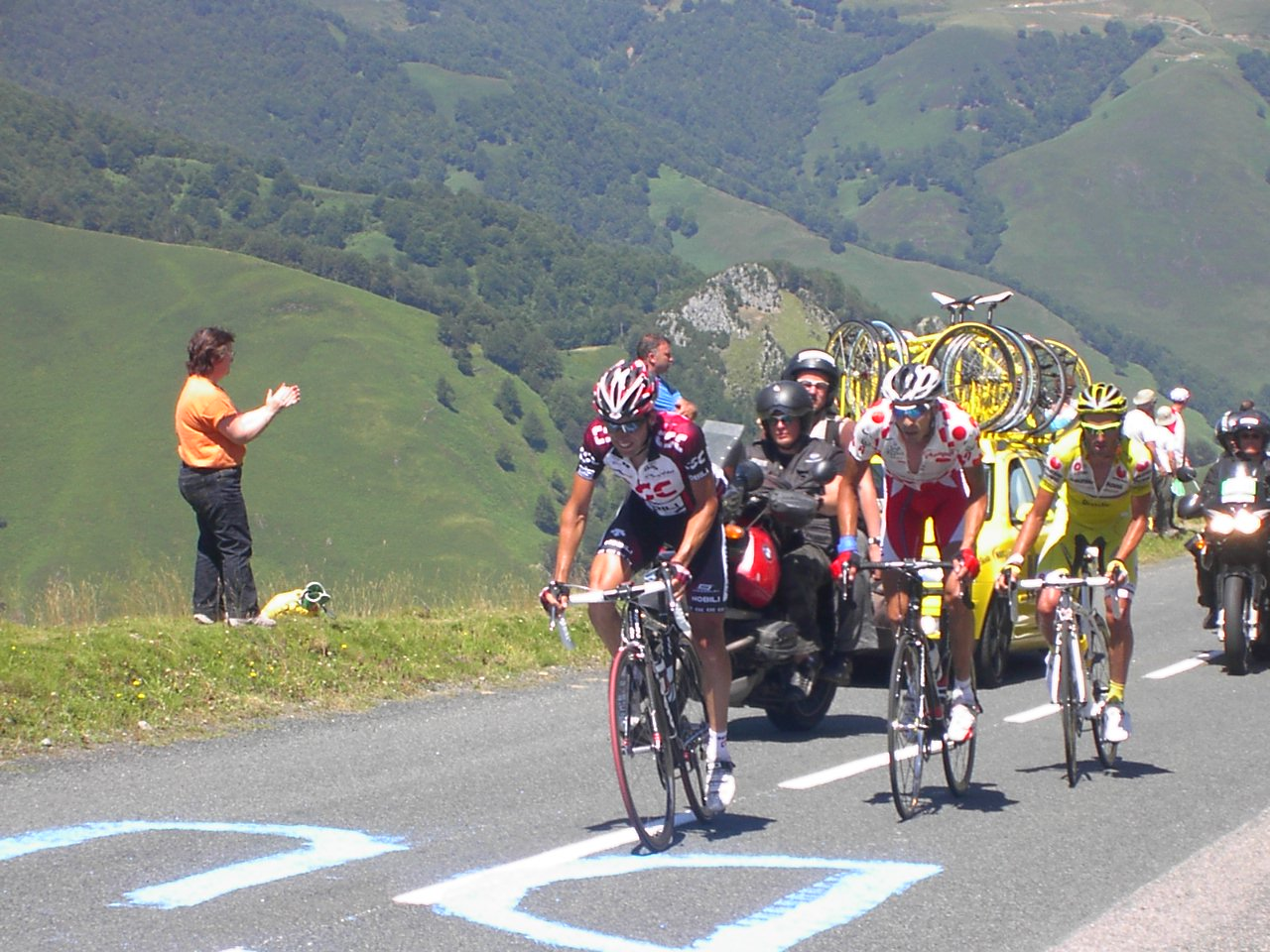
Tour de France 2007: Die Fahrer Carlos Sastre, Juan Mauricio Soler und Iban Mayo kurz vor dem Col d’Erroymendi.